# Xerez FC
Xerez Football Club bio je španjolski nogometni klub football iz grada Jerez de la Frontera, u regiji Andaluzija. Osnovao ga je 1907. Sir Thomas Spencer Reiman, radnik iz William'sa & Humberta.

## Povijest
Osnovan je 1907. 1933. je obnovljen, a nakon rata preimenova 
u Jerez Club de Fútbol. 1947. Xerez FC i CD Jerezsu se spojili u Xerez CD.

### Pozadina
Spajanjem "Xerez Football Cluba" (1907. - 1946. i "Cluba Deportiva Jereza" (1942. - 1946. nastaje Xerez Club Deportivo (1947. – danas) koji je aktivan i danas.
Xerez Football Club - (1907–1946) → ↓
Xerez Club Deportivo - (1947. – danas)
Club Deportivo Jerez - (1942–1946) → ↑ 

## Vanjske poveznice
Službene stranice Xerez CD